# واعظ واسطی
علی بن ابراهیم واسطی شهرت‌یافته به ابن معتوق، واعظ واسطی همچنین ابن ثردة (۱۳۱۹ -۱۳۴۹) شاعر و واعظ عراقی بود که در بیشتر در دمشق زیست و واعظ مسجد جامع اموی بود.

او را از «عقلای مجانین» دانسته‌اند که اندکی پس از خطابت، در خِرَدش نقصان شد و اوهام می‌دید، سپس در بیمارستان آن روزگار بستری گشت. او را شاعری نازک‌احساس و خوش‌گو ذکر کرده‌اند.